# Jakob Käser
Jakob Käser (* 6. Januar 1884 in Leimiswil, Kanton Bern; † 9. Juni 1969 in Madiswil) war ein Schweizer Schmied, Heimatdichter und Volksschriftsteller.

## Leben und Werk

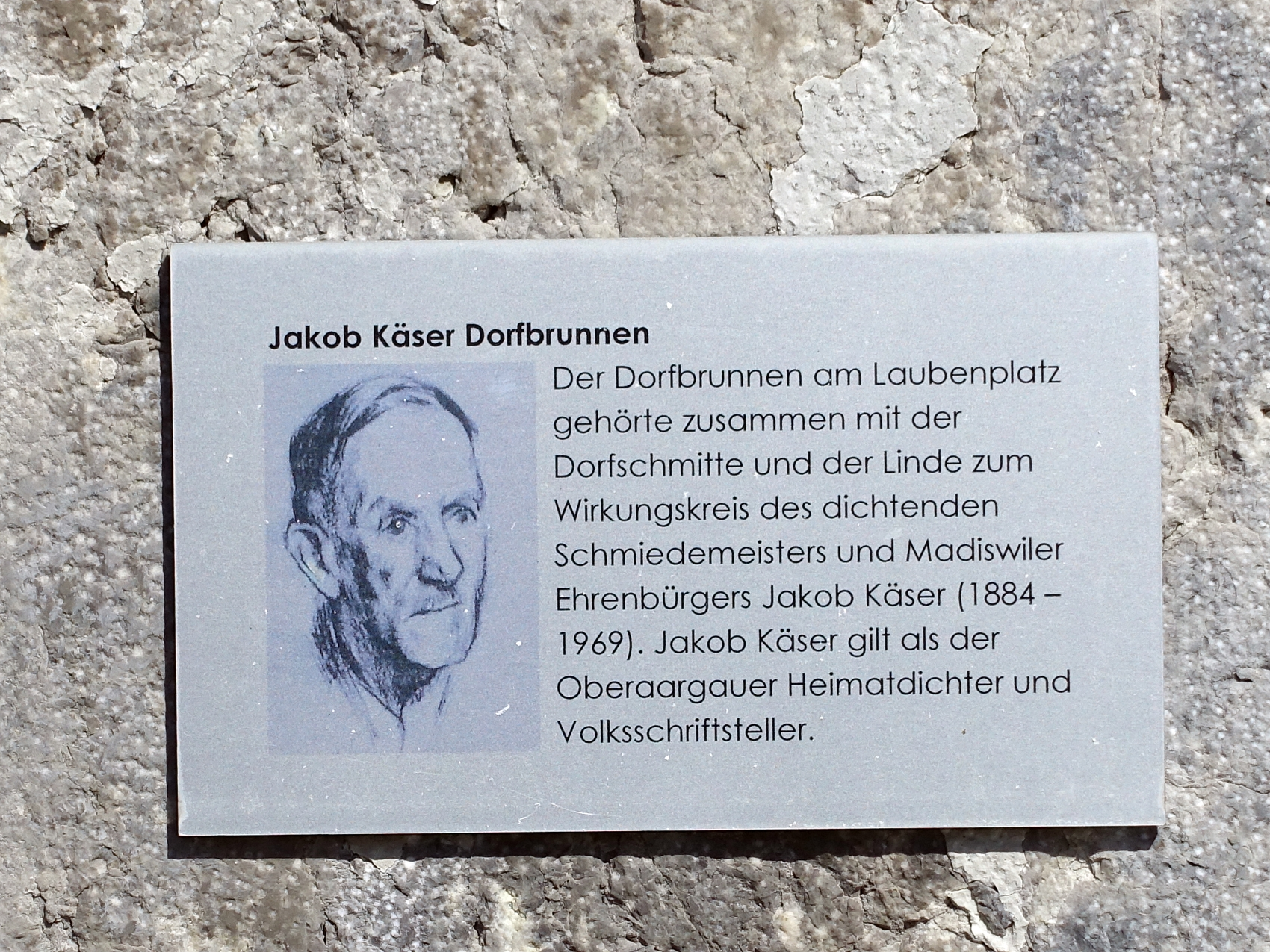
Jakob Käser (1884–1969)

Jakob Käser war ein Sohn des früh verstorbenen Dorfschmiedes von Madiswil Jakob Käser sen. und der Rosette, geborene Steffen. Nach dem Tod des Vaters blieb die Mutter mit vier Kindern zurück. Jakob entwickelte eine besondere Beziehung zu seiner Mutter, die sich in vielen seiner Gedichte und Erzählungen niedergeschlagen hat. Käser wollte eigentlich Tierarzt werden. Er konnte sich den Traum aus wirtschaftlichen Gründen nicht verwirklichen. Nach einem Welschlandjahr in Giez sur Grandson erlernte in Huttwil bei einem Hof- und Wagenschmied das Handwerk und verbrachte weitere zehn Jahre auf Wanderschaft. Er bildete sich später in der Handwerker- und Gewerbeschule Zürich weiter und übernahm 1909 als «Meister Jakob» (Simon Gfeller) die väterliche Schmiede in Madiswil. Nun stand er fortan morgens früh bis abends spät am Amboss. Den Pferden im Dorf verpasste er eigens geschmiedete Hufeisen, Holzrädern im Feuer der Esse geschweisste und gedehnte Reifen, stählte und schärfte Beile, flickte Ketten, schmiedete Kärste und Hauen, entwarf und schmiedete kunstvoll Haus- und Gartentore für die neu entstehenden Bürgerhäuser im Dorf. Neben diesem Wirken in der Schmitte schrieb Käser Gedichte und Erzählungen in Oberaargauer Mundart. In ihnen verarbeitete er viel Autobiographisches und seine Erfahrungen in seinem Handwerk und mit den Menschen im «ältesten» Dorf im Kanton Bern (erste schriftliche Erwähnung 795 als madalestvilare). 
Käsers Werk ist ein einzigartiges Zeitdokument für die ländliche Kultur der ersten Hälfte des 20. Jahrhunderts. Bemerkenswert ist sein berndeutscher Roman Dr Habermützer. Er verarbeitet darin in der Zeit des Kalten Krieges und des «Aufbruchs in die materielle Moderne» die Geschichte eines Verdingendes, in der sich das Schlechte und Böse durch tätige und erfahrene Liebe zum Guten wendet. In dem Roman wird die traditionelle Dorfgemeinde, die durch das Handwerk und die Landwirtschaft verbunden ist, zur Parabel für eine ideale Solidargemeinschaft, die sich auf das Vertrauen auf bäuerliche Arbeitsamkeit, Rechtschaffenheit und Ehrbarkeit abstützt. Der jüngst veröffentlichte Briefwechsel mit der Schriftstellerin Senta Simon (1915–2011) erzählt von einer feinfühligen Dichterbeziehung, wirft einen Blick auf die Geschichte des Bernischen Schriftstellervereins und schildert eindrücklich den Prozess des Alterns des Madiswiler Dorfschmieds und Dorfdichters. Das Dorf Käsers ist verbunden mit der Geschichte des Linksmähders von Madiswil, einer alten Sage die seit 1882 in verschiedenen Theaterfassungen überliefert ist. Seit 1946 wird die Fassung von Heinrich Künzi (1914–1980) alle 10 Jahre von den Dorfvereinen aufgeführt (zuletzt Januar 2020). Jakob Käser verfasste mit der Ballade dr Linksmähder vo Madiswil das literarisch wertvollste Werk zur Linnksmähdersage.
Jakob Käser wurde von Rudolf von Tavel (1866–1934) ermuntert, seine Gedichte und Erzählungen zu publizieren, und mit Simon Gfeller (1868–1943) verband ihn eine lange Freundschaft. Gfeller verteidigte stets die Mundart von Käser als typische «Oberaargauer Mundart». 
1954 erhielt Käser den Literaturpreis der Stadt Bern und wurde 1968 Ehrenbürger von Madiswil.
Käser war mit Rosa, geborene Scheidegger verheiratet. Die beiden hatten zwei Kinder, Fritz und Johanna. Sein Grab befindet sich auf dem Kirchhof der reformierten Kirche in Madiswil.

## Publikationen (Auswahl)
- Oberaargouerlüt (Erzählung; 1932)
- D’ Dorflinge (Gedichte; 1935)
- Fyrobe (Erzählungen; 1940)
- Bärnergmüet (Erzählungen und Gedichte; 1955)
- Der Habermützer (Erzählung; 1957)
- Am Dorfbach noh (Gedichte; 1960)
- Wenn der Hammer ruht. Gedanken aus der Dorfschmiede (Gedichte; 1962)
- Der Chilchespycher (Erzählungen; 1965)
- e Bärner Platte. Geschichten und Ballade (Schallplatte mit Texten von Rudolf von Tavel und Jakob Käser; 1966)
- Meitlistreik und Chachugschirr. Gedicht und Geschichte us em Oberaargau. Mit einer Biographie von Simon Kuert (Langenthal, 2007)
- Dr Habermützer. Und Gschichte user Chilespycher, mit einer Einleitung zum Verdingkinderwesen I bi ums dr Bueb von Simon Kuert (Langenthal 2008)
- Lingebluescht. E Samlig vo Sprüch,Gedicht und Gschichte usem Dorfläbe im Oberaargou. Mit einer Einleitung: "Volks- und Dorfkultur in der ersten Hälfte des 20. Jahrhunderts" von Simon Kuert (Langenthal, 2013). Mit einer CD.
- Simon Kuert: Briefwechsel zwischen Senta Simon und Jakob Käser, 1948–1969, in: Senta Simon. Oberaargauer Dichterin, Kulturbuch Verlag, Riedtwil 2013

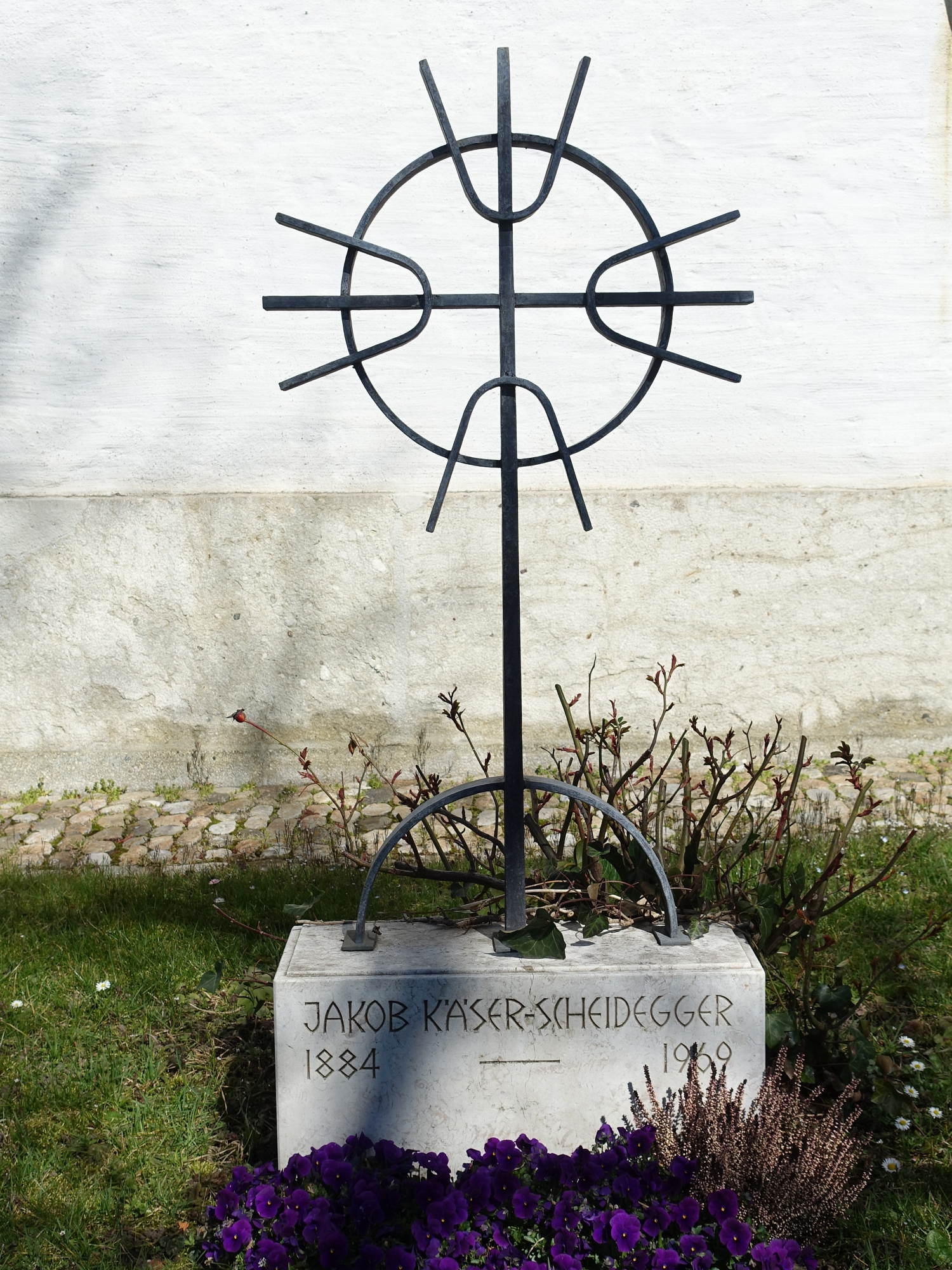
Käsers Grab bei der reformierten Kirche Madiswil
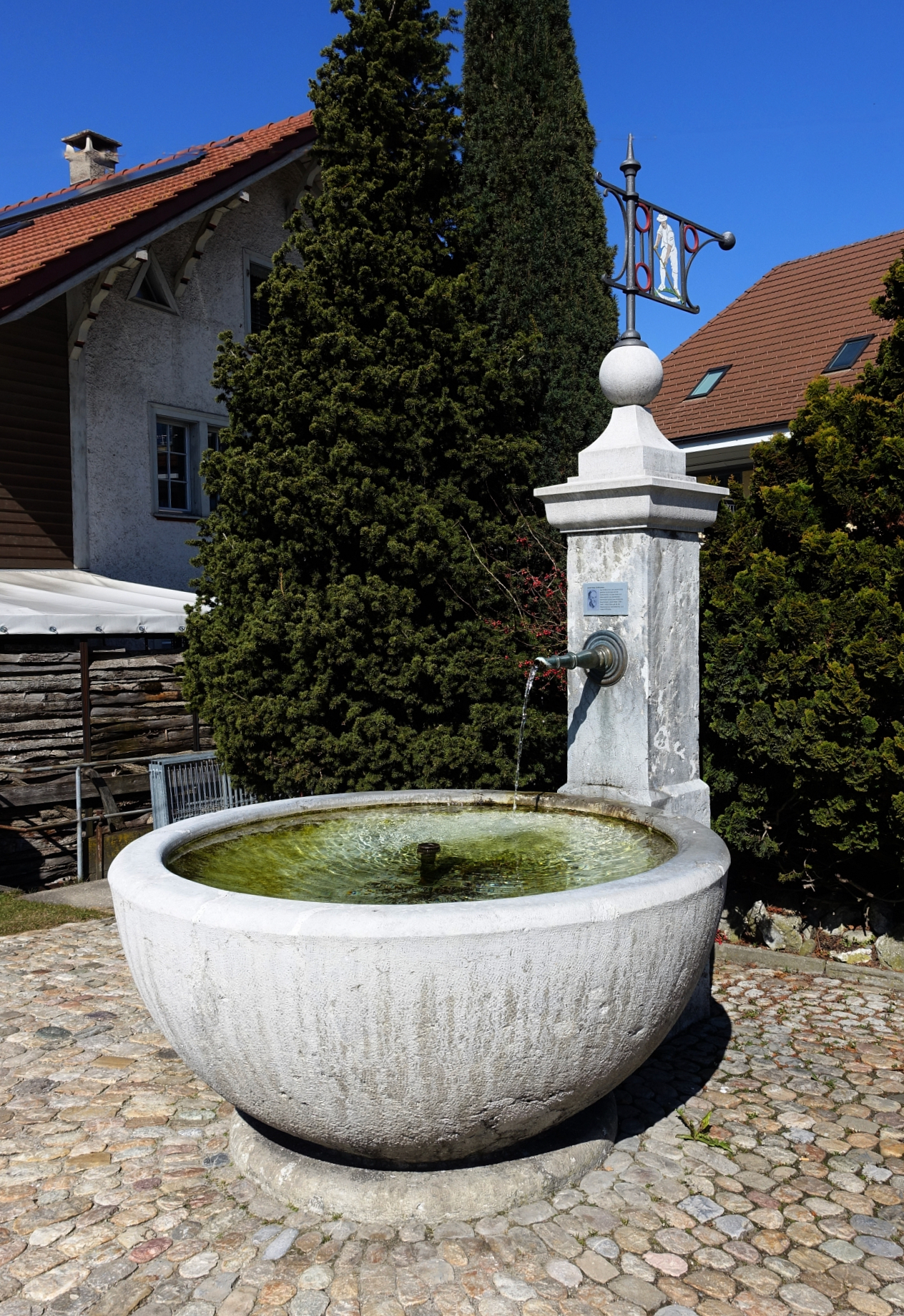
Jakob Käser Dorfbrunnen in Madiswil
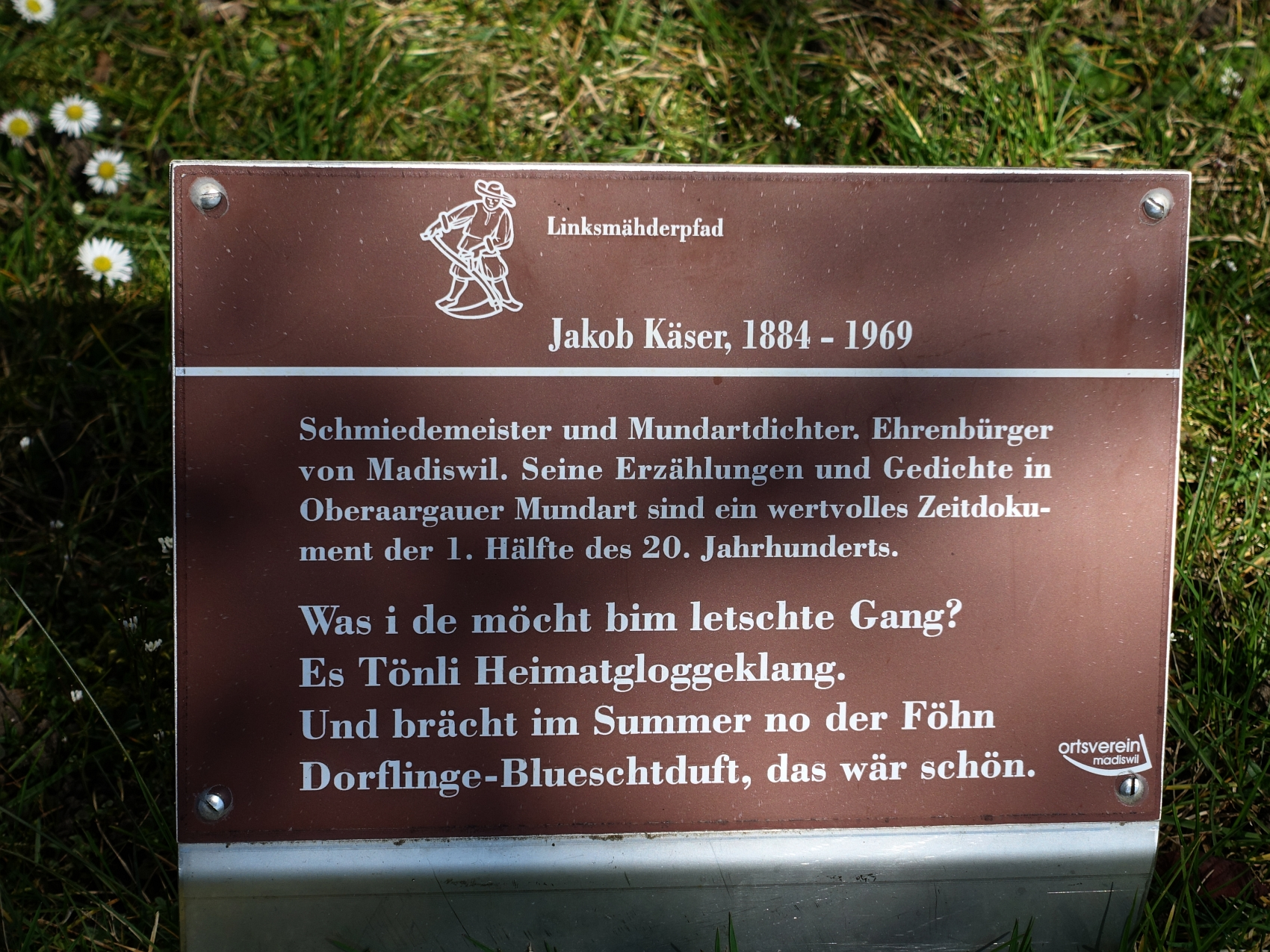
Gedicht von Jakob Käser auf dem «Linksmähderpfad» in Madiswil